# Kościół im. ks. Marcina Lutra w Chorzowie
Kościół im. ks. Marcina Lutra w Chorzowie – kościół z lat 1897–1898 w Chorzowie, wpisany do rejestru zabytków nieruchomych województwa śląskiego. Należy do parafii ewangelicko-Augsburskiej w Chorzowie.

## Historia
Świątynia została wybudowana w latach 1897–1898 na planie krzyża według projektu Ludwiga Böttgera (1845–1894), stanowiący zdaniem Irmy Koziny jego szczytowe osiągnięcie. Kamień węgielny położono w dniu 21 marca 1897 roku, natomiast gotowa już budowla została poświęcona w dniu 10 listopada 1898 roku, w dzień urodzin twórcy reformacji, Marcina Lutra. W świątyni odbywają się koncerty chóru parafialnego Cantate. Od 2011 roku na terenie kościoła odbywa się w I niedzielę adwentu parafialny kiermasz adwentowy, podczas którego w kościele odbywają się koncerty zaproszonych grup.

## Architektura
Kościół halowy, jeden z największych kościołów protestanckich na Górnym Śląsku, mogący pomieścić około 1300 osób został wzniesiony w stylu neogotyckim z cegły, na rzucie krzyża łacińskiego. Korpus i płytki transept dwuprzęsłowe. Bardzo szeroka nawa główna, nawy boczne stanowią wąskie przejścia. Prezbiterium zostało zamknięte wielobocznie, przy nim ośmioboczny aneks. W prezbiterium architektoniczny neogotycki ołtrarz autorstwa berlińskiego artysty Rudolfa Herzoga z umieszczonym centralnie rzeźbionym krzyżem; witraże ornamentalne i figuralne pochodzą z wartszatu F. Müllera z Quedlinburga; prosta abmona po lewej stronie prezbiterium, kamienna chrzcielnica, dwa żyrandole. 
Na wieży wiszą dwa dzwony - mniejszy, przelany w 1913 r. i większy, staliwny z 1901, o wadze ok. 450 kg, odlany w Bochumer Verein. Umieszczono na niej również zegar firmy Weule z Bockenem. Na osi wieży kruchta ostrołukowa z portalem podwójnym. 
28 głosowe organy wybudowała firma Schlag & Söhne w 1898 roku. W czasie I wojny światowej zarekwirowano piszczałki prospektowe, które w późniejszym czasie zastąpiono cynkowymi. Instrument ma dużą wartość historyczną, ponieważ jest zachowany w stanie oryginalnym bez zmian do dziś.
Transept i nawy boczne zostały podzielone na dwie kondygnacje poprzez wprowadzenie empor, które umieszczono w celu zwiększenia liczby miejsc dla wiernych.
Kościół otacza ogrodzenie wzniesione w 1902 roku według projektu H. Hirta z Królewskiej Huty.

## Galeria

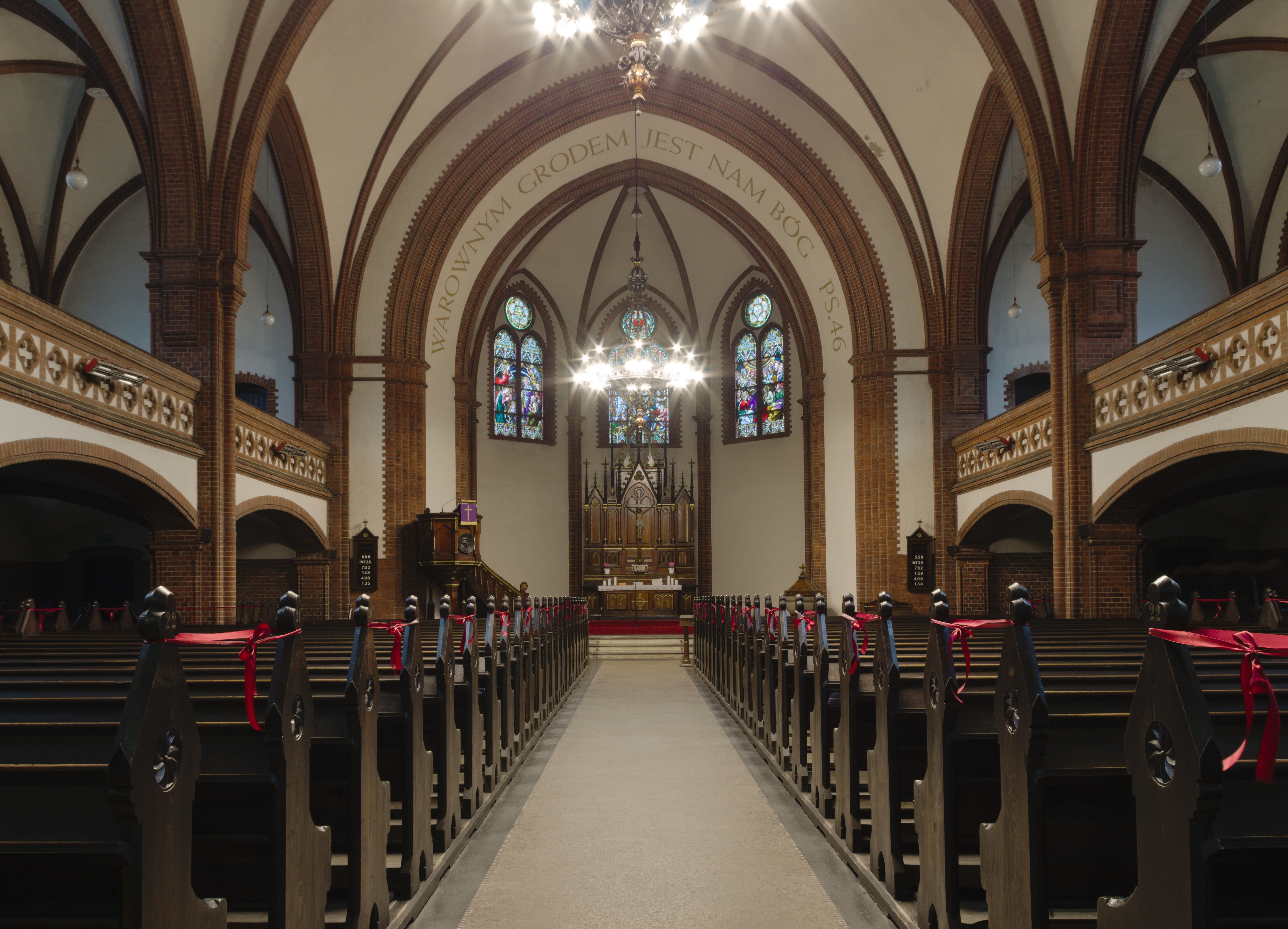
Nawa główna
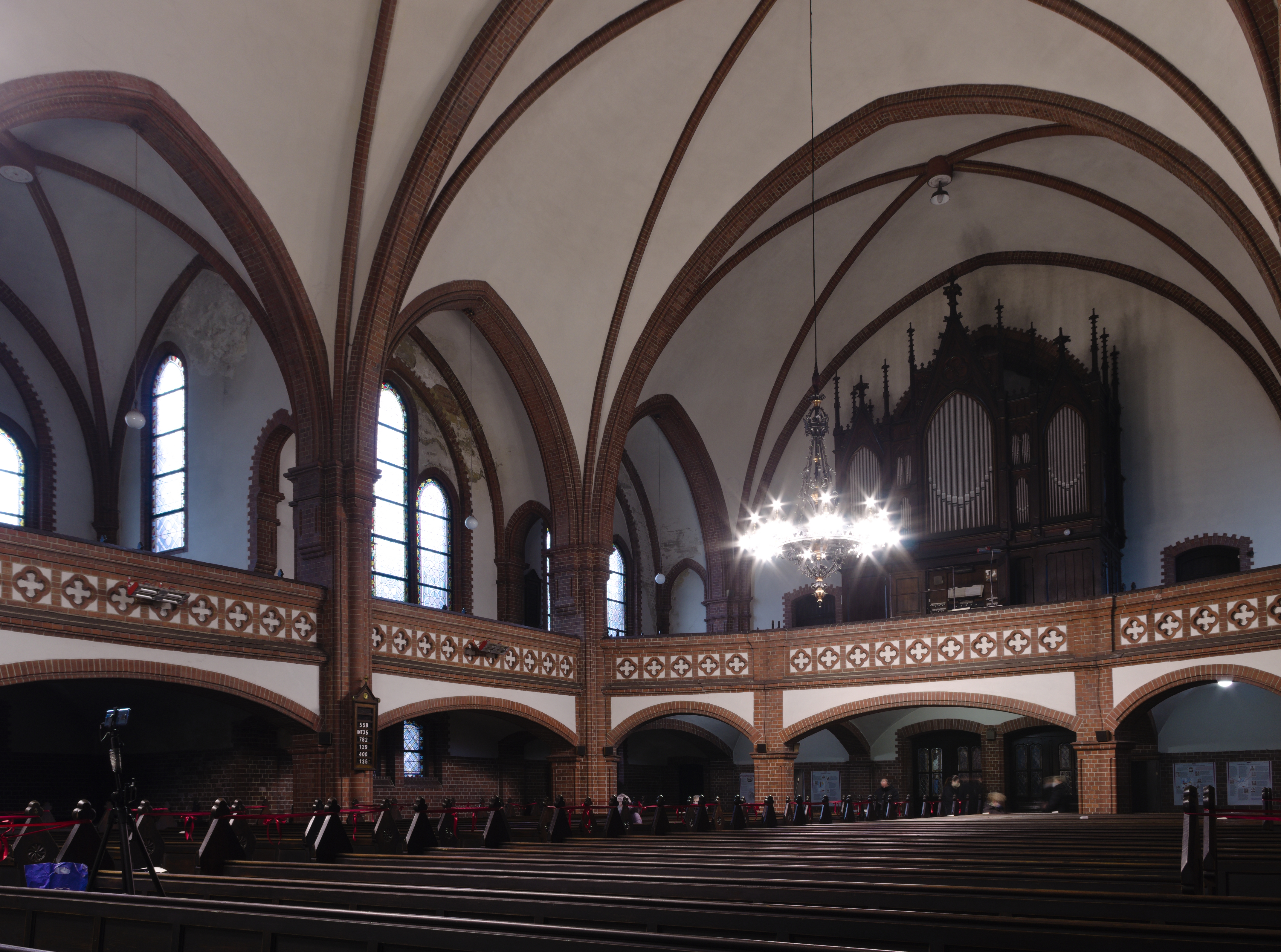
Nawa główna
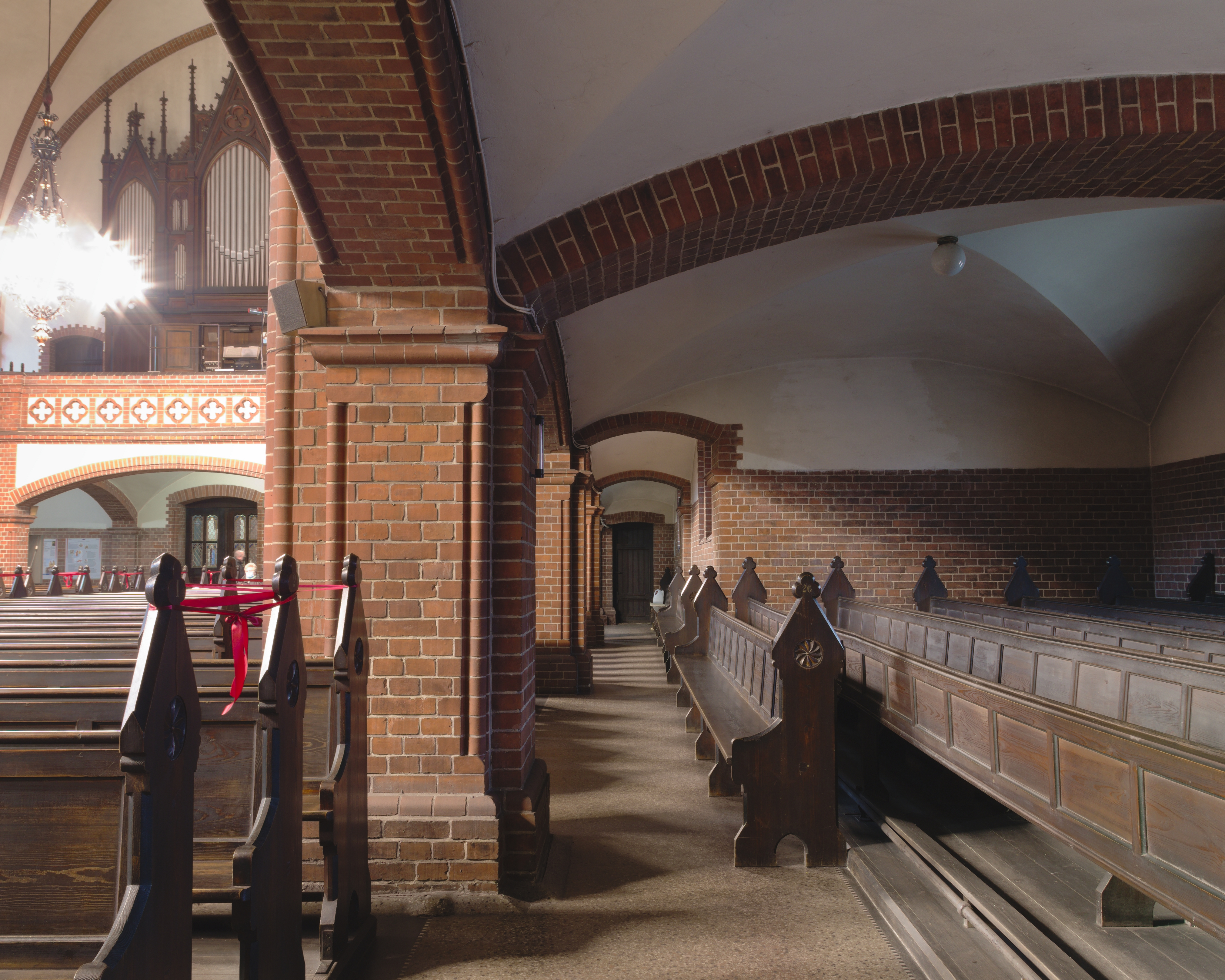
Transept
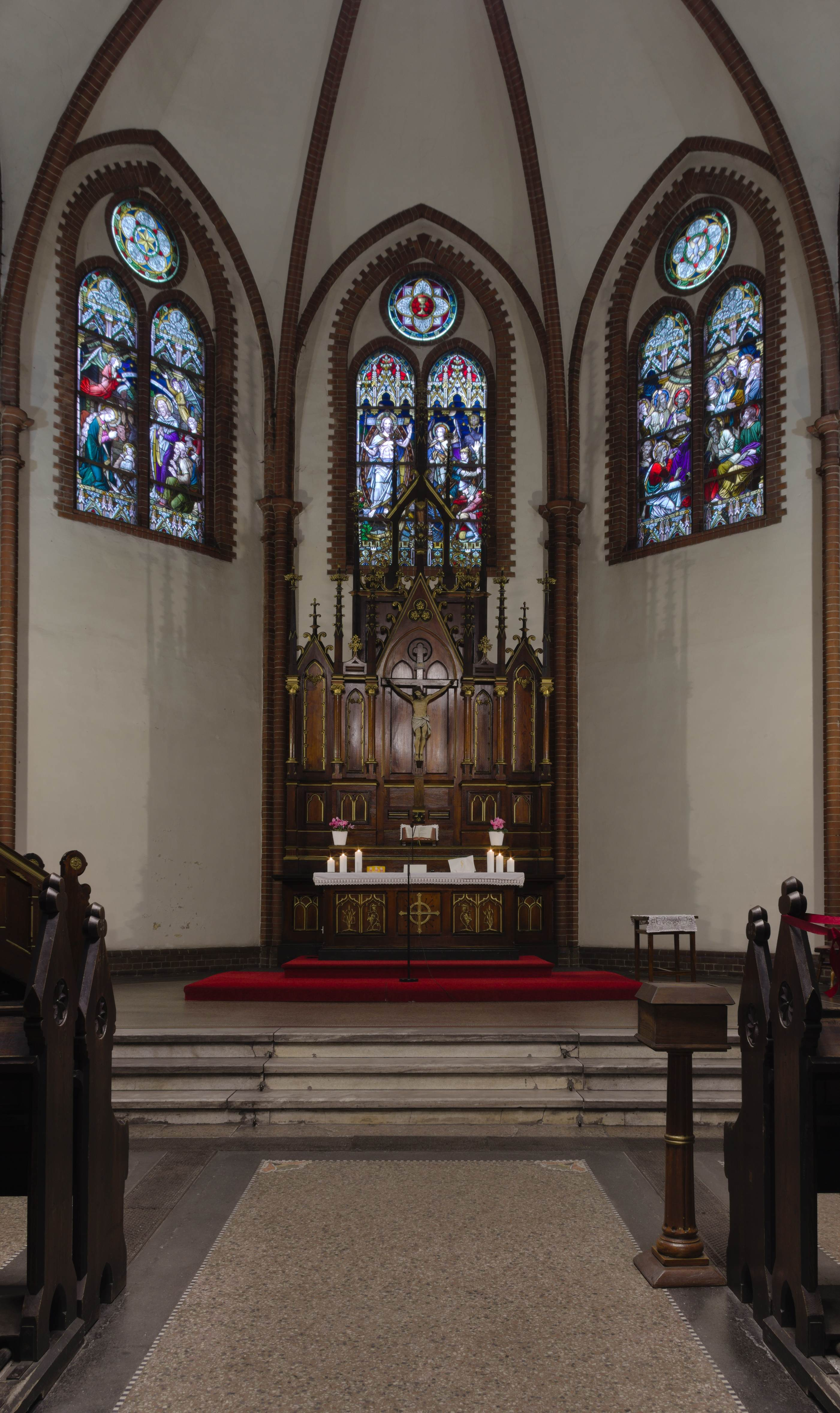
Prezbiterium
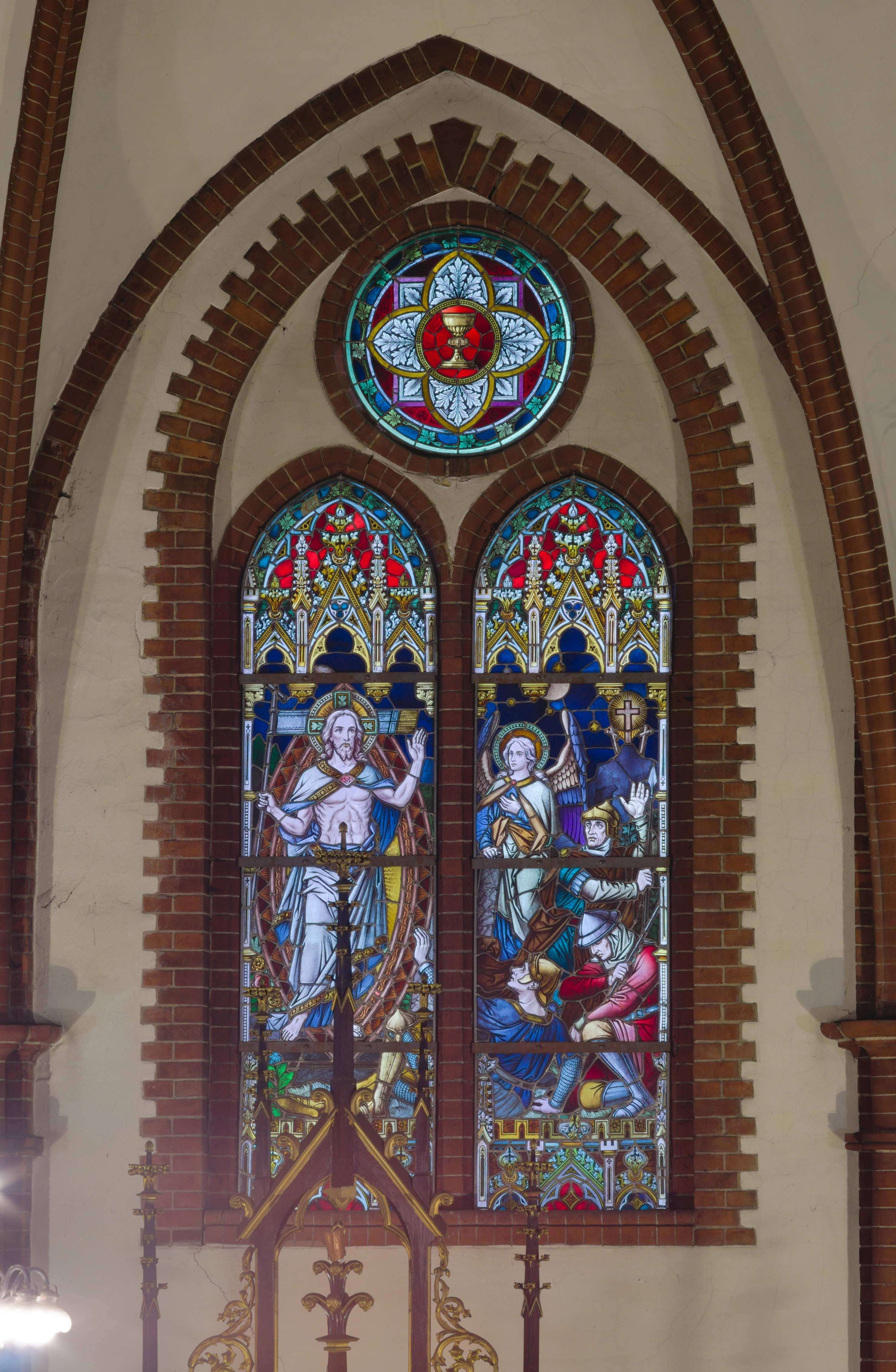
Witraż ze sceną zmartwychstania Jezusa
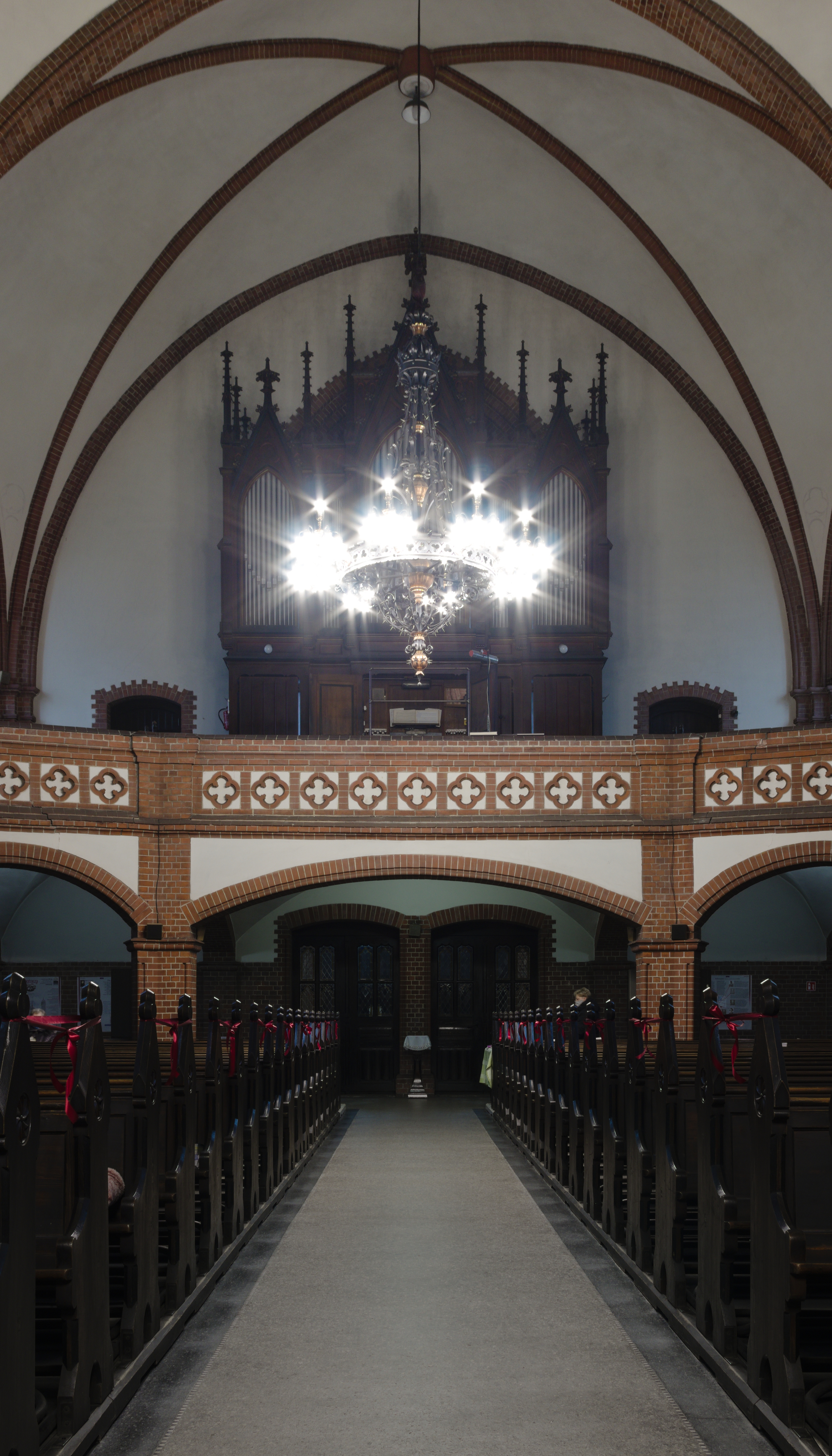
Empora organowa
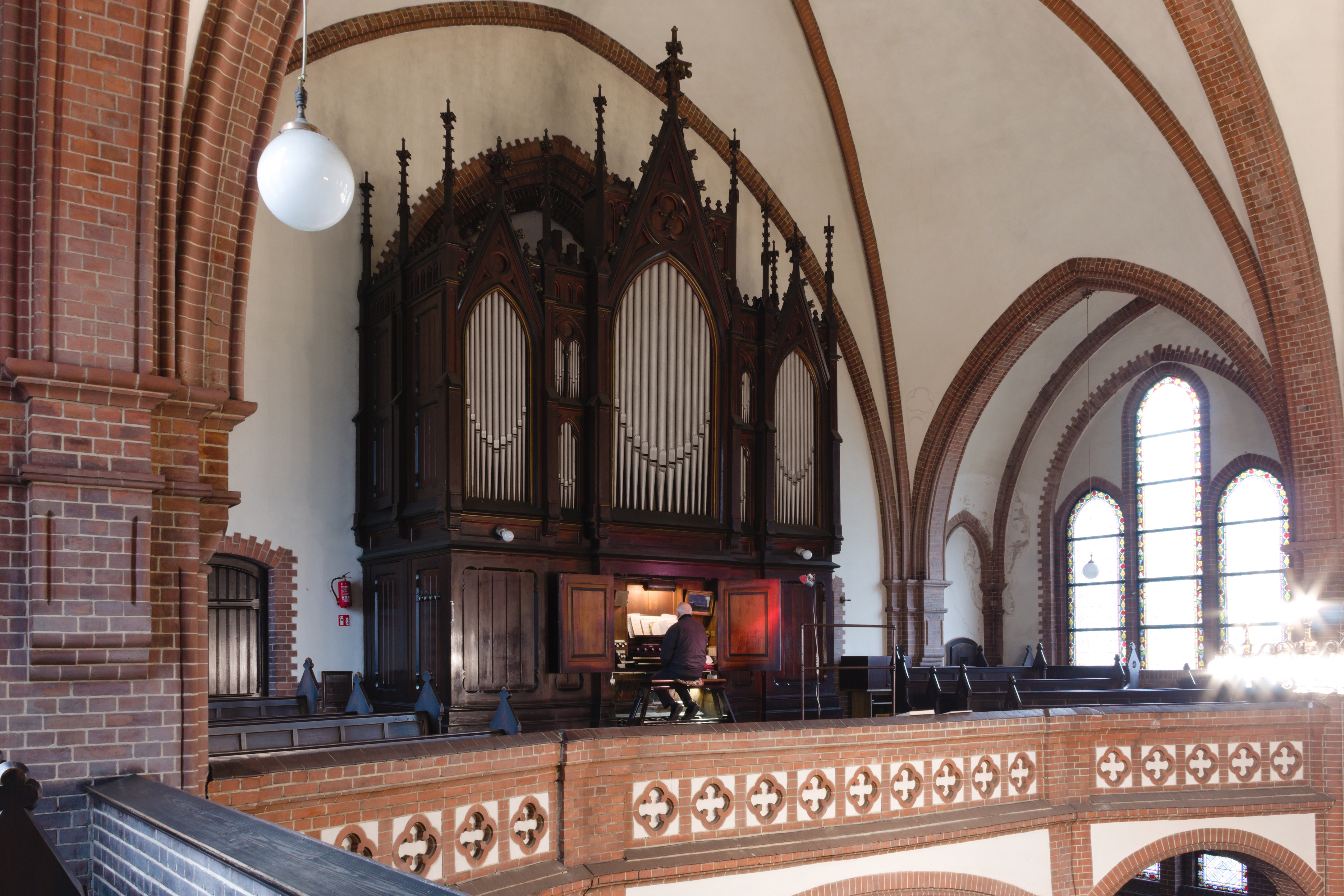
Organy
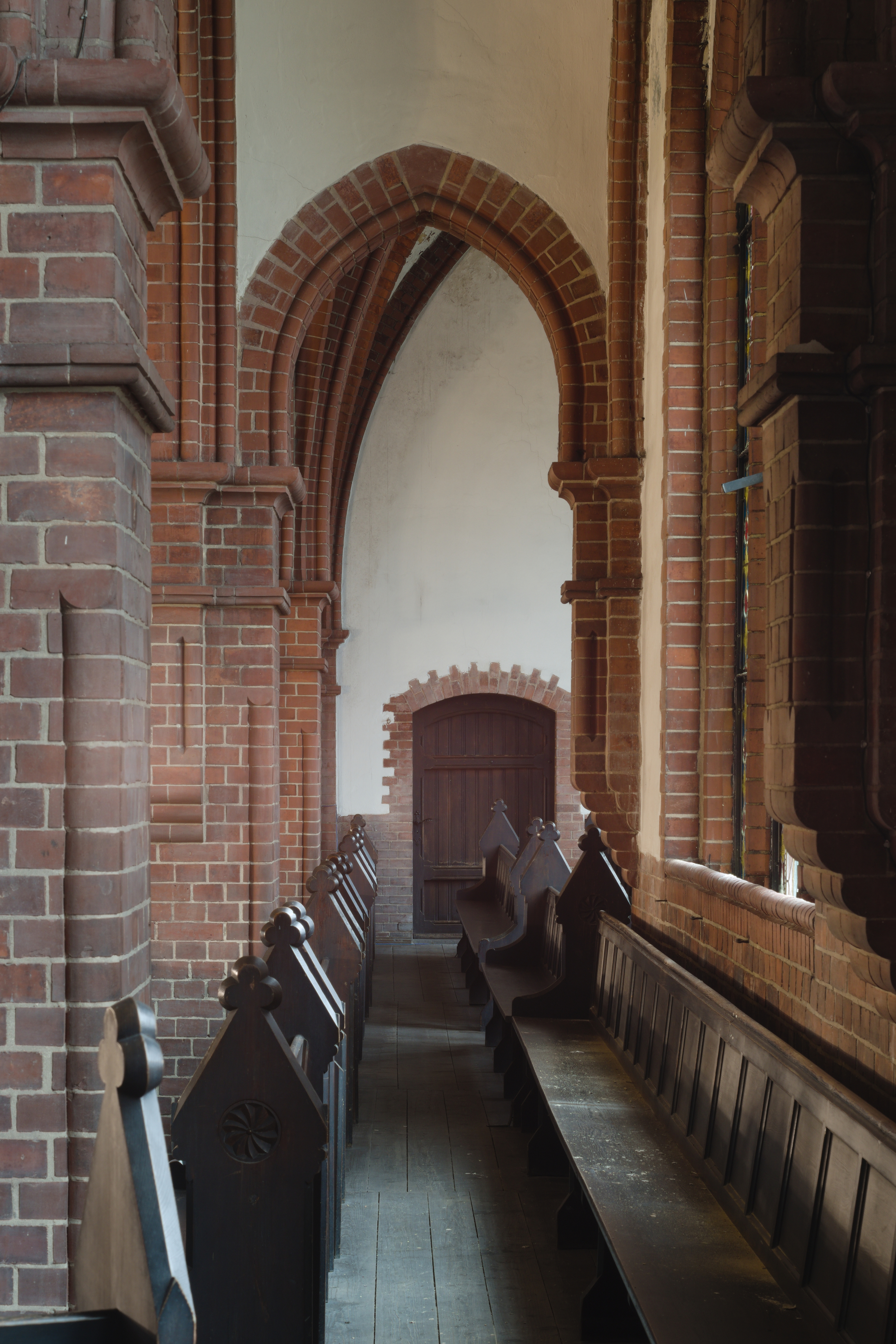
Empora boczna